# Tunnel du canal de Sicile

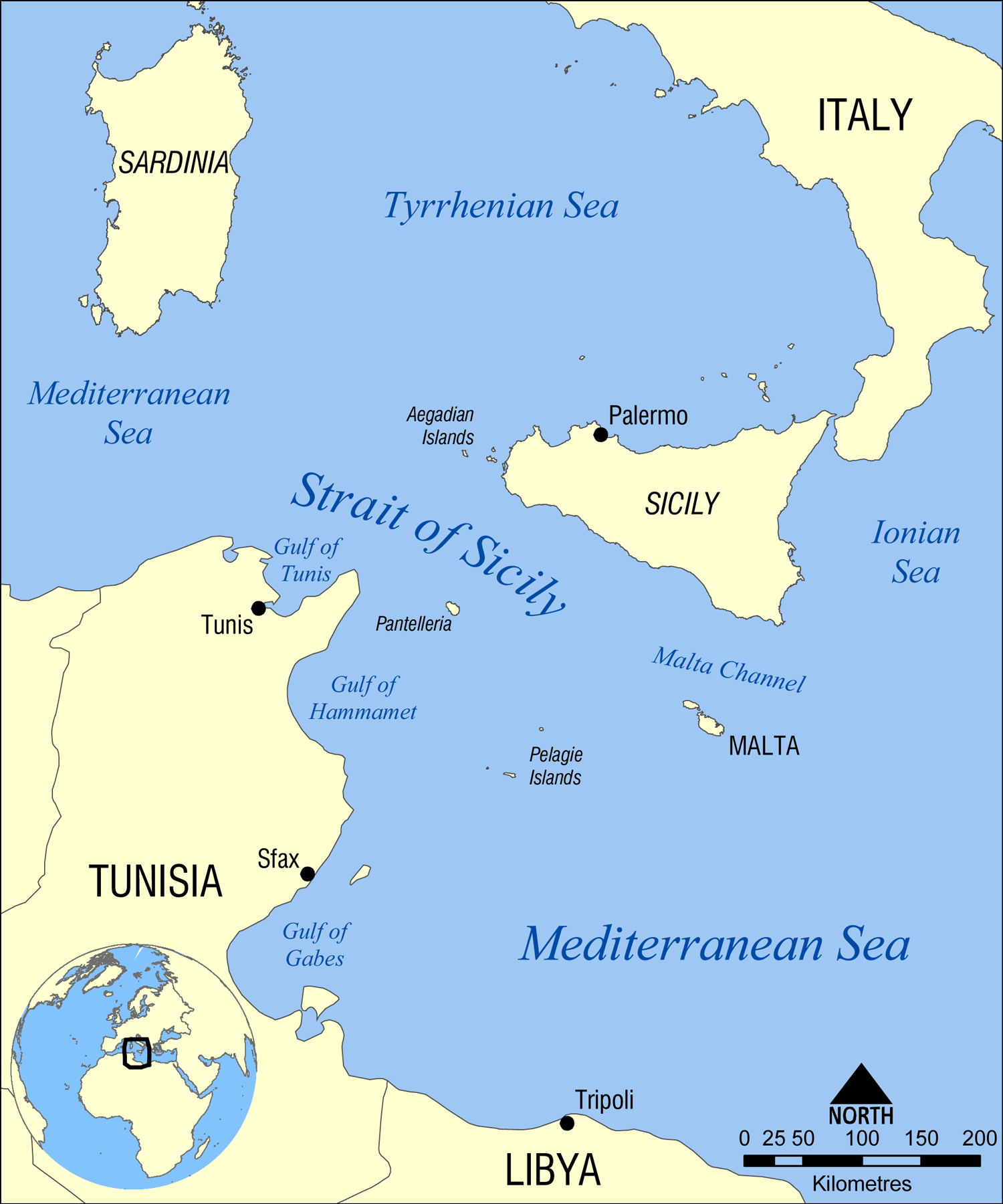
Carte du détroit de Sicile.

Le tunnel sous le canal de Sicile est un mégaprojet ferroviaire proposé pour relier la Sicile et la Tunisie. La distance entre les côtes, d'environ 144-155 kilomètres selon les points de départ et d'arrivée choisis, serait atteinte par cinq tunnels construits entre quatre îles artificielles avec les matériaux excavés. Une étude préliminaire a été réalisée par l'ENEA.
Depuis 2011, les liaisons au niveau du canal sont effectuées par ferrys et voie aériennes. Les liaisons par ferrys ont lieu entre Palerme et Tunis (trois fois par semaine) ; Trapani et Tunis (une fois par semaine) ; Civitavecchia et Tunis (deux fois par semaine) ; Gênes et Tunis ; Marseille et Tunis.